# 佳赫利夫
50°20′57″N 23°56′44″E / 50.34917°N 23.94556°E
佳赫利夫（羅馬化：Tiahliv）是烏克蘭西部利維夫州舍普季茨基區貝爾茲市鎮的村莊。該村始建於1549年，面積2.52平方公里，海拔高度201米，2001年人口▼330，人口密度每平方公里130.85人。